# 유취국사

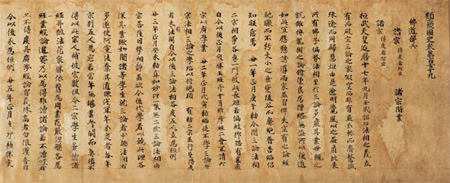

유취국사(일본어: 類聚国史 루이쥬코쿠시[*])는 편년체로 쓰인 육국사의 기사를 중국의 유서(類書) 형식에 따라 재편집, 분류한 것으로 스가와라노 미치자네(菅原道真)의 편집에 의해, 892년(간표[寛平] 4년)에 완성한 일본 역사서이다. 중국 당대(唐代)에는, 시문의 작성이나 지식의 정리를 위해, 고전 문헌의 내용 중 필요한 부분을 뽑아서 재분류하고 편찬하는 일이 매우 광범위하게 행해지고 있었으며, 이를 유서라고 칭했다. 유취국사 또한 이 유서의 형식을 답습하였기에, 유취국사를 이 시대 유행한 유서로서 파악하는 것도 가능하다.
이 책의 본문 중, 일본삼대실록을 발췌한 부분에 대해서는, 삼대실록은 901년(엔기[延喜] 원년)에 완성되었고, 그 직전에 미치자네가 다자이후에 유배되어 있었기 때문에, 이 부분은 후세에 가필된 것이라는 설과, 일본삼대실록의 편찬에는 미치자네 자신도 관여하고 있었기 때문에, 삼대실록 완성 이전에 그 초고를 가지고 있었기에, 유배되기 이전에 그 초고를 기초로 하여 가필한 것이라는 설도 있다.
원래는 본문 200권, 목록 2권, 계도 3권을 합한 205권이었으나, 오닌의 난으로 인해 대부분이 소실된 것으로 여겨지며, 현존하는 분량은 62권에 지나지 않는다. 신기(神祇), 제왕(帝王), 후궁(後宮), 인사(人事), 세시(歳時), 음악, 상연(賞宴), 봉헌(奉献), 정리(政理), 형법(刑法), 관직 제도, 문학, 전지(田地), 상서(祥瑞), 재이(災異), 불도(佛道), 풍속, 특이한 풍속(殊俗) 등 18가지의 분류(유취[類聚])로 되어 있으며, 소실된 부분은 국학원대학 다카다 아츠시(高田淳) 교수에 의하면, 동궁(東宮), 정토(征討), 지명 등 5개의 분류가 있다고 한다. 특기할 점은 특정 내용을 검색하기 쉬운 헤이안 전기의 사서로서 특히 역사상의 선례를 조사하는 데에서 편의를 도모하였으며, 원문주의를 취하여 육국사의 원문 문장을 개변하지 않고 수록하였다. 육국사 중 일본후기의 대부분이 소실되어 전해지지 않기에, 그 내용을 복원하는 자료로서도 가치가 있다.

## 같이 보기
- 육국사
- 스가와라노 미치자네